# Divyanka Tripathi
Divyanka Tripathi (n. 14 decembrie 1984, Bhopal, Madhya Pradesh, India) este o actriță indiană care o devenit populară după ce a interpretat rolul principal în serialul Banoo Main Teri Dulhann.

## Biografie
S-a născut și a crescut în Bhopal într-o familie modestă, tatăl ei fiind farmacist. Ea și-a început cariera ca model, iar în 2005 a câștigat concursul Miss Bhopal. De asemenea, a participat la concursul Zee Teen Contest, unde a câștigat titlul de Miss Beautiful Skin. De asemenea, a participat la emisiunea Comedy Circus și la showul de talente Zee Cinestar Ki Khoj unde a fost declarată câștigătoarea din zona Kolkata.
La început a vrut să devină ofițer de armată. A absolvit un curs de alpinism de la Institutul Nehru de Alpinism din Uttarkashi. Deține o medalie de aur la tir cu pușca și este directorul executiv al Academiei de tras cu pușca din Bhopal.
Divyanka și-a început cariera de actriță în 2006 când a jucat în serialul Banoo Main Teri Dulhann. E a interpretat-o pe Vidya/Divya, personajul principal din serial și la avut ca partener pe Sharad Malhotra. De asemenea, a interpretat rolul principal în serialele Mrs. & Mr. Sharma Allahabadwale și Chintu Chinki Aur Ek Badi Si Love Story, unde la avut partener pe Rajesh Kumar. În 2011 a devenit ambasadoare pentru inițiativa globală necomercială CyberDodo the Defender of Life, care se ocupă cu protejarea drepturilor copilului și a mediului înconjurător.
Ea și-a început cariera cinematografică cu filmul Lala Hardaul, inspirat de o poveste populară din Bundelkhand, Madhya Pradesh. Ea a interpretat rolul principal, pe Rani Padmavathi.

## Filmografie
- Ssshhhh...Phir Koi Hai - Intezaar — Radhika/Meera
- Naaginn - Naaginn (una dintre formele lui Amrita în cântecul Main Teri Dushman)
- Banoo Main Teri Dulhann - Vidya/Divya
- Mrs. & Mr. Sharma Allahabadwale — Rashmi
- Chintu Chinki Aur Ek Badi Si Love Story — Suman Tripathi/Chinki
- Adaalat - Kumud Sharma/Flavia Golmes
- Teri Meri Love Stories - Nikita
- Lala Hardaul - Rani Padmavathi
- Yeh hai mohabbatein- Dr Ishita Raman Kumar Bhalla